# Топал, Степан Михайлович
Степа́н Миха́йлович Топа́л (гаг. и рум. Stepan Topal; 8 января 1938, Молдова — 28 сентября 2018) — деятель гагаузского национального движения. Председатель Верховного Совета (1990—1991), а затем первый и единственный президент самопровозглашённой Республики Гагаузия (1991—1995).

## Биография
Родился 8 января 1938 года в селе Комрат, став седьмым ребёнком в семье Михаила Топала — крестьянина, участника Первой мировой войны.
С 1958 по 1966 год играл за футбольную команду колхоза «Путь к коммунизму» из Комрата, которая стала обладателем Кубка Молдавской ССР 1958 года.
По профессии инженер-дорожник. С 1989 года — активист гагаузского национального движения, состоял в Коммунистической партии Молдовы.
Руководил с гагаузской стороны процессом мирной реинтеграции самопровозглашённой 12 ноября 1989 года Республики Гагаузия в состав Республики Молдова в 1994 году, в результате чего было сформировано особое административно-территориальное образование Гагаузия.
1 декабря 1991 года был избран президентом Гагаузии, получив 90 % голосов при явке 83 %.
В июне 2010 года вошёл в состав основателей движения «Совет старейшин Гагаузии».
В 2018 году Топал выиграл в Европейском суде по правам человека дело о лишении его права на пенсию, привязанную к размеру оклада главы Гагаузии.
Умер 28 сентября 2018 года в Комрате. В связи с чем власти Гагаузии объявили траур. Похоронен на следующий день на Новом кладбище Комрата.

## Награды
- Кавалер ордена Республики (Молдова, 26 декабря 2017) — за значительный вклад в обеспечение политической, экономической и культурной самостоятельности автономного территориального образования Гагаузия (Гагауз Ери), заслуги в продвижении социальных преобразований в регионе и активную организаторскую деятельность[7]